# الدوري التونسي لكرة اليد 1982–83
الدوري التونسي لكرة اليد 1982-1983 هو الدورة 28 من الدوري التونسي لكرة اليد للرجال. شارك فيها 14 فريقا.

فاز بهذا الموسم الترجي الرياضي التونسي، وجاء ثانيا النادي الإفريقي.

## روابط خارجية
- الموقع الرسمي للجامعة التونسية لكرة اليد.